# Lacus Aestatis
Lacus Aestatis – lateinisch für Sommer-See – ist ein erstarrter Lavasee auf dem Mond. Die Benennung erfolgte durch die Internationale Astronomische Union im Jahr 1970. Die ursprüngliche Bezeichnung war Mare Aestatis, durch den deutschen Astronomen und Selenografen Julius Franz (1847–1913).
Die Marefläche besteht aus zwei dunkelgrauen länglichen Ebenen. Die gesamte Basaltfläche hat einen mittleren Durchmesser von 90 Kilometer und nimmt etwa 1000 km² ein. Der See liegt im Westen der erdzugewandten Mondseite bei den selenografischen Koordinaten 15° Süd und 69° West, zwischen den Kratern Rocca im Nordwesten und Crüger im Südosten, der ebenfalls einen dunklen Boden hat.